# Milinko Pantić
Milinko Pantić, né le 5 septembre 1966 à Loznica (Serbie), est un footballeur serbe, évoluant au poste de milieu offensif en particulier  à l'Atlético de Madrid et en République fédérale de Yougoslavie.
Pantić n'a marqué aucun but lors de ses deux sélections avec la République fédérale de Yougoslavie en 1996.

## Carrière
- 1985-1991 : Partizan Belgrade ( Yougoslavie)
- 1991 : Olimpija Ljubljana ( Yougoslavie)
- 1991-1995 : Panionios ( Grèce)
- 1995-1998 : Atlético de Madrid ( Espagne)
- 1998-1999 : Le Havre AC ( France)
- 1999-2000 : Panionios ( Grèce)

## Palmarès

### En équipe nationale
- 2 sélections et 0 but avec la République fédérale de Yougoslavie en 1996.

### Avec le Partizan de Belgrade
- Vainqueur du Championnat de Yougoslavie en 1986 et 1987.
- Vainqueur de la Coupe de Yougoslavie en 1989.

### Avec l'Atlético de Madrid
- Vainqueur du Championnat d'Espagne en 1996.
- Vainqueur de la Coupe d'Espagne en 1996.
- Meilleur buteur de la Ligue des champions de l'UEFA 1996-1997 (5 buts).